# Чемпіонат світу з художньої гімнастики 2021
Чемпіонат світу з художньої гімнастики 2021 пройшов з 27 по 31 жовтня у Кітакюсю, Японія.

### Медальний залік
| Місце  | Країна   | Золото | Срібло | Бронза | Загалом |
| ------ | -------- | ------ | ------ | ------ | ------- |
| 1      | ВФХГ     | 7      | 4      | 2      | 13      |
| 2      | Італія   | 1      | 3      | 1      | 5       |
| 3      | Білорусь | 1      | 2      | 4      | 7       |
| 4      | Японія   | 0      | 0      | 2      | 2       |
| Всього | Всього   | 9      | 9      | 9      | 27      |

### Медалісти
| Дисципліна                        | Золото | Срібло | Бронза |
| Команда                           | Команда | Команда | Команда |
| --------------------------------- | --- | --- | --- |
| Командна першість                 | ВФХГ Індивідуальні вправи Аріна Аверіна Діна Аверіна Групи Анастасія Близнюк Поліна Орлова Ангеліна Шкатова Аліса Тищенко Марія Толкачова | Італія Індивідуальні вправи Мілена Балдассаррі Софія Раффаелі Групи Мартіна Чентофанті Агнесе Дуранті Алесія Муреллі Даніела Могурян Мартіна Сантандреа | Білорусь Індивідуальні вправи Аліна Гарнасько Анастасія Салос Групи Анна Гайдукевич Анастасія Молоканова Анастасія Рибакова Аріна Цициліна Карина Ярмоленко |
| Особиста першість                 | | | |
| Абсолютна першість                | Діна Аверіна | Аліна Гарнасько (BLR) | Аріна Аверіна |
| Вправа з обручем                  | Діна Аверіна | Аліна Гарнасько (BLR) | Софія Раффаелі (ITA) |
| Вправа з м'ячем                   | Діна Аверіна | Аріна Аверіна | Аліна Гарнасько (BLR) |
| Вправа з булавами                 | Діна Аверіна | Аріна Аверіна | Анастасія Салос (BLR) |
| Вправа зі стрічкою                | Аліна Гарнасько (BLR) | Діна Аверіна | Аріна Аверіна |
| Групові вправи                    | | | |
| Групова першість                  | Анастасія Близнюк Поліна Орлова Ангеліна Шкатова Аліса Тищенко Марія Толкачова                                                            | Мартіна Чентофанті Агнесе Дуранті Алесія Муреллі Даніела Могурян Мартіна Сантандреа                                                                     | Анна Гайдукевич Анастасія Молоканова Анастасія Рибакова Аріна Цициліна Карина Ярмоленко                                                                     |
| Вправа з 5 м'ячами                | Анастасія Близнюк Поліна Орлова Ангеліна Шкатова Аліса Тищенко Марія Толкачова                                                            | Мартіна Чентофанті Агнесе Дуранті Алесія Муреллі Даніела Могурян Мартіна Сантандреа                                                                     | Ріна Імаока Рінако Інакі Мацубара Ріє Сугіміто Саюрі Судзукі Аюка                                                                                           |
| Вправа з 3 обручами та 4 булавами | Мартіна Чентофанті Агнесе Дуранті Алесія Муреллі Даніела Могурян Мартіна Сантандреа                                                       | Анастасія Близнюк Поліна Орлова Ангеліна Шкатова Аліса Тищенко Марія Толкачова                                                                          | Ріна Імаока Рінако Інакі Мацубара Ріє Сугіміто Саюрі Судзукі Аюка                                                                                           |

## Командна першість
Результати командної першості встановлюються за сумою восьми оцінок індивідуальних гімнасток в кваліфікації особистої першості та двох оцінок в груповому багатоборстві.
| Місце | Команда     | Сума    |
| ----- | ----------- | ------- |
| 1     | ВФХГ        | 304,575 |
| 2     | Італія      | 277,575 |
| 3     | Білорусь    | 275,875 |
| 4     | Україна     | 269,650 |
| 5     | Японія      | 268,125 |
| 6     | Китай       | 250,600 |
| 7     | Азербайджан | 244,275 |
| 8     | Бразилія    | 243,850 |
| 9     | США         | 238,800 |
| 10    | Іспанія     | 233,650 |
| 11    | Казахстан   | 224,900 |

## Особиста першість

### Абсолютна першість
| Місце | Гімнастка                 | Обруч  | М'яч   | Булави | Стрічка | Сума    |
| ----- | ------------------------- | ------ | ------ | ------ | ------- | ------- |
| 1     | Діна Аверіна              | 28,000 | 28,250 | 28,700 | 23,450  | 108,400 |
| 2     | Аліна Гарнасько (BLR)     | 27,150 | 27,900 | 27,400 | 22,850  | 105,300 |
| 3     | Аріна Аверіна             | 24,150 | 28,000 | 27,450 | 23,550  | 103,200 |
| 4     | Боряна Калейн (BUL)       | 26,400 | 27,700 | 25,850 | 22,500  | 102,450 |
| 5     | Вікторія Онопрієнко (UKR) | 25,250 | 25,200 | 26,400 | 22,800  | 99,650  |
| 6     | Софія Раффаелі (ITA)      | 25,550 | 25,950 | 25,900 | 22,125  | 99,525  |
| 7     | Татьяна Воложаніна (BUL)  | 24,700 | 24,600 | 25,200 | 22,100  | 96,600  |
| 8     | Суміре Кіта (JPN)         | 25,100 | 25,450 | 24,300 | 21,600  | 96,450  |
| 9     | Мілена Балдассаррі (ITA)  | 24,450 | 25,800 | 26,050 | 19,800  | 96,100  |
| 10    | Анастасія Салос (BLR)     | 20,250 | 26,400 | 26,500 | 22,300  | 95,450  |
| 11    | Христина Погранична (UKR) | 23,350 | 24,225 | 25,100 | 22,350  | 95,025  |
| 12    | Катерина Веденеєва (SLO)  | 23,150 | 24,000 | 23,900 | 22,450  | 93,500  |
| 13    | Чісакі Ойва (JPN)         | 23,950 | 24,300 | 23,350 | 21,800  | 93,400  |
| 14    | Фанні Пігніскі (HUN)      | 23,400 | 24,200 | 21,900 | 20,950  | 90,450  |
| 15    | Єлизавета Полстяна (LAT)  | 23,950 | 23,350 | 21,950 | 19,200  | 88,450  |
| 16    | Маргарита Колосов (GER)   | 21,800 | 23,000 | 22,800 | 20,450  | 88,050  |
| 17    | Барбара Домінгос (BRA)    | 22,750 | 23,000 | 22,700 | 19,300  | 87,750  |
| 18    | Андреа Вердес (ROU)       | 21,500 | 20,950 | 22,450 | 20,250  | 85,150  |

### Вправа з обручем
| Місце | Гімнастка                 | Складність | Виконання | Штраф | Сума   |
| ----- | ------------------------- | ---------- | --------- | ----- | ------ |
| 1     | Діна Аверіна              | 18,800     | 9,000     |       | 27,750 |
| 2     | Аліна Гарнасько (BLR)     | 17,200     | 8,750     |       | 25,950 |
| 3     | Софія Раффаелі (ITA)      | 17,500     | 8,350     |       | 25,850 |
| 4     | Боряна Калейн (BUL)       | 17,200     | 8,500     |       | 25,700 |
| 5     | Мілена Балдассаррі (ITA)  | 17,000     | 8,450     |       | 25,450 |
| 6     | Аріна Аверіна             | 16,800     | 8,150     |       | 24,950 |
| 7     | Христина Погранична (UKR) | 16,600     | 8,200     |       | 24,800 |
| 8     | Вікторія Онопрієнко (UKR) | 16,000     | 8,350     |       | 24,350 |

### Вправа з м'ячем
| Місце | Гімнастка                 | Складність | Виконання | Штраф | Сума   |
| ----- | ------------------------- | ---------- | --------- | ----- | ------ |
| 1     | Діна Аверіна              | 20,100     | 9,025     |       | 29,125 |
| 2     | Аріна Аверіна             | 18,700     | 8,975     |       | 27,675 |
| 3     | Аліна Гарнасько (BLR)     | 18,300     | 9,000     |       | 27,300 |
| 4     | Боряна Калейн (BUL)       | 18,100     | 8,300     | -0,05 | 26,350 |
| 5     | Суміре Кіта (JPN)         | 17,800     | 8,250     |       | 26,050 |
| 6     | Мілена Балдассаррі (ITA)  | 17,700     | 8,150     |       | 25,850 |
| 7     | Татьяна Воложаніна (BUL)  | 17,400     | 8,100     | -0,15 | 25,350 |
| 8     | Вікторія Онопрієнко (UKR) | 14,400     | 5,600     | -0,90 | 19,100 |

### Вправа з булавами
| Місце | Гімнастка                 | Складність | Виконання | Штраф | Сума   |
| ----- | ------------------------- | ---------- | --------- | ----- | ------ |
| 1     | Діна Аверіна              | 18,200     | 8,900     |       | 27,100 |
| 2     | Аріна Аверіна             | 18,100     | 8,650     |       | 26,750 |
| 3     | Анастасія Салос (BLR)     | 17,800     | 8,600     |       | 26,400 |
| 4     | Боряна Калейн (BUL)       | 18,300     | 7,900     |       | 26,200 |
| 5     | Аліна Гарнасько (BLR)     | 17,600     | 8,500     |       | 26,100 |
| 6     | Мілена Балдассаррі (ITA)  | 17,300     | 8,700     |       | 26,000 |
| 7     | Вікторія Онопрієнко (UKR) | 17,500     | 8,050     |       | 25,550 |
| 8     | Христина Погранична (UKR) | 17,300     | 7,575     | -0,3  | 24,575 |

### Вправа зі стрічкою
| Місце | Гімнастка                       | Складність | Виконання | Штраф | Сума   |
| ----- | ------------------------------- | ---------- | --------- | ----- | ------ |
| 1     | Аліна Гарнасько (BLR)           | 15,000     | 8,950     |       | 23,950 |
| 2     | Діна Аверіна                    | 14,700     | 9,200     |       | 23,900 |
| 3     | Аріна Аверіна                   | 14,400     | 9,050     |       | 23,450 |
| 4     | Христина Погранична (UKR)       | 13,600     | 8,350     |       | 21,950 |
| 5     | Татьяна Воложаніна (BUL)        | 13,800     | 8,100     |       | 21,900 |
| 6     | Александра Аджирджикулезе (ITA) | 14,000     | 7,500     |       | 21,500 |
| 7     | Катерина Веденеєва (SLO)        | 13,300     | 8,150     |       | 21,450 |
| 8     | Боряна Калейн (BUL)             | 13,600     | 7,400     |       | 21,000 |

## Групові вправи

### Групова першість
| Місце | Команда         | 5 м'ячів | 3 обручі і 4 булави | Сума   |
| ----- | --------------- | -------- | ------------------- | ------ |
| 1     | ВФХГ            | 46,250   | 42,100              | 88,350 |
| 2     | Італія          | 44,350   | 41,650              | 86,000 |
| 3     | Білорусь        | 44,900   | 40,500              | 85,400 |
| 4     | Японія          | 45,000   | 39,900              | 84,900 |
| 5     | Китай           | 42,250   | 39,950              | 82,200 |
| 6     | Азербайджан     | 39,600   | 38,000              | 77,600 |
| 7     | Німеччина       | 38,050   | 37,700              | 75,750 |
| 8     | Україна         | 37,350   | 38,350              | 75,700 |
| 9     | Бразилія        | 39,450   | 36,000              | 75,450 |
| 10    | США             | 37,500   | 36,600              | 74,100 |
| 11    | Франція         | 38,600   | 35,400              | 74,000 |
| 12    | Іспанія         | 34,800   | 39,150              | 73,950 |
| 13    | Естонія         | 34,450   | 34,550              | 69,000 |
| 14    | Угорщина        | 33,150   | 33,250              | 66,400 |
| 15    | Фінляндія       | 29,800   | 34,150              | 63,950 |
| 16    | Казахстан       | 28,500   | 29,950              | 58,450 |
| 17    | Велика Британія | 27,200   | 27,100              | 54,300 |
| 18    | Індія           | 16,650   | 13,450              | 30,100 |

### Вправа з 5 м'ячами
| Місце | Гімнастка   | Складність | Виконання | Штраф | Сума   |
| ----- | ----------- | ---------- | --------- | ----- | ------ |
| 1     | ВФХГ        | 37,400     | 8,600     |       | 46,000 |
| 2     | Італія      | 36,900     | 8,700     |       | 45,600 |
| 3     | Японія      | 36,300     | 8,200     |       | 44,500 |
| 4     | Білорусь    | 36,500     | 7,600     |       | 44,100 |
| 5     | Китай       | 33,800     | 8,650     |       | 42,450 |
| 6     | Азербайджан | 31,000     | 7,050     |       | 38,050 |
| 6     | Бразилія    | 30,200     | 7,450     |       | 37,650 |
| 7     | Франція     | 29,100     | 6,800     |       | 35,900 |

### Вправа з 3 обручами та 4 булавами
| Місце | Гімнастка   | Складність | Виконання | Штраф | Сума   |
| ----- | ----------- | ---------- | --------- | ----- | ------ |
| 1     | Італія      | 33,700     | 8,575     |       | 42,275 |
| 2     | ВФХГ        | 33,200     | 7,750     |       | 40,950 |
| 3     | Японія      | 33,700     | 7,200     |       | 40,900 |
| 4     | Китай       | 32,300     | 8,550     |       | 40,850 |
| 5     | Іспанія     | 31,900     | 7,000     | -0,05 | 38,850 |
| 6     | Азербайджан | 31,700     | 7,050     |       | 38,750 |
| 7     | Україна     | 31,100     | 7,450     |       | 38,550 |
| 8     | Білорусь    | 30,200     | 6,950     |       | 37,150 |

## Результати кваліфікації збірної України
Жінки —
| Спортсменка         | Обруч        | Обруч      | М'яч               | М'яч       | Булави       | Булави     | Стрічка      | Стрічка     | Разом      |
| ------------------- | ------------ | ---------- | ------------------ | ---------- | ------------ | ---------- | ------------ | ----------- | ---------- |
| Спортсменка         | D E Pen      | Сума       | D E Pen            | Сума       | D E Pen      | Сума       | D E Pen      | Сума        | Разом      |
| Христина Погранична | 16,700 7,750 | 24,450 (7) | 16,900 8,200       | 25,100 (9) | 17,300 8,250 | 25,550 (8) | 13,400 8,350 | 21,750 (6)  | 75,100 (7) |
| Вікторія Онопрієнко | 15,800 8,250 | 24,050 (8) | 17,700 8,550 -0,05 | 26,200 (5) | 17,600 8,550 | 26,150 (6) | 13,400 7,300 | 20,700 (12) | 76,400 (6) |
| Ніколь Красюк       | запасна      | запасна    | запасна            | запасна    | запасна      | запасна    | запасна      | запасна     | запасна    |

Групові вправи
| Спортсменки                                                            | 5 м'ячей     | 5 м'ячей    | 3обручи+4булави | 3обручи+4булави | Разом      |
| ---------------------------------------------------------------------- | ------------ | ----------- | --------------- | --------------- | ---------- |
| Спортсменки                                                            | D E Pen      | Сума        | D E Pen         | Сума            | Разом      |
| Марія Височанська Діана Баєва Дарина Дуда Аліна Мельник Діана Довганюк | 31,200 6,150 | 37,350 (11) | 30,600 7,750    | 38,350 (7)      | 75,700 (8) |